# Symphonie pour violoncelle

La Symphonie pour violoncelle, ou Symphonie pour violoncelle et orchestre, op. 68, est une œuvre composée en 1963 par
Benjamin Britten. Elle est dédiée au violoncelliste Mstislav Rostropovich, qui en interpréta la première à Moscou sous la direction du compositeur, avec l'Orchestre philharmonique de Moscou, le 12 mars 1964.

## Structure
L'œuvre comprend quatre parties, à l'instar d'une symphonie, mais les deux derniers mouvements comportent une cadence au violoncelle.
1. Allegro maestoso
2. Presto inquieto
3. Adagio, cadence libre
4. Passacaille : Andante allegro